# Tømrermestrenes Damp,- Save- og Høvleværk
Tømrermestrenes Damp-, Save- og Høvleværk, også kaldt Høvleværket i Hjortensgade, blev oprettet af Aarhus Trælast handel i 1896. I 1899 overtog Tømremestrene i Aarhus værket gennem et aktieselskab. Da Tømrermestrene overtog høvleværket, var høvlemaskinen landets største, og blev drevet af en dampmaskine. Høvleværket var i drift indtil 1971, hvor Aarhus Kommune købte grunden. I den periode hvor høvleværket var i drift, producerede det brædder og andet tømmer til bygningsformål. Indtil værket lukkede beskæftigede høvleværket 50-100 mand .  

## Høvleværket i dag
Nogle af bygningerne eksisterer stadig Hjortensgade, skorstenen fra dampmaskinen, og flere haller revet ned, mens der i andre af det gamle høvleværk er forskellige aktiviteter. I tørrelageret var der indtil 2017 skydebane. Det, som det gamle høvleværk i en årrække har været mest kendt for, var Børnenes Hus, som var et fristed for børn fra hele Aarhus, hvor de kunne komme og lege, spille fodbold og meget mere. Aarhus Kommune valgt i 2018 at sælge det gamle høvleværk til det aarhusianske visuelle kommunikationsbureau, Cadpeople A/S. 